# Teropitec
Els teropitecs (Theropithecus) formen un gènere de primats catarrins de la família dels cercopitècids. El gènere conté una única espècie vivent, T. gelada, a més de tres altres espècies extintes que es coneixen amb el nom col·loquial de papions gegants. És un parent proper del gènere Papio, al qual pertanyen els autèntics papions, del qual es distingeix visualment per una clapa de pèl colorit al pit. Avui en dia només viuen a Etiòpia i Eritrea, però les restes fòssils indiquen que antigament tenien un àmbit de distribució gran.